# Winter Melody
Winter Melody è un singolo della cantante statunitense Donna Summer, pubblicato il 9 Gennaio 1977 come primo estratto dall'album in studio Four Seasons of Love.

## Descrizione
Il disco è stato pubblicato da differenti case discografiche, con differenti lati B, tra il 1976 e il 1977.
L'edizione principale è stata pubblicata nel 1976 dall'etichetta discografica Casablanca negli Stati Uniti, in Australia e Giamaica, su singolo 7" a 45 giri, principalmente con numero di catalogo NB 874. Questa edizione riporta sul lato B il brano Spring Affair, anch'esso tratto dall'album Four Season of Love. L'edizione italiana pubblicata nel 1977 dalla Casablanca, riporta invece il numero di catalogo DE. 2923 e sul lato B il brano Summer Fever. Un'edizione promo, pubblicata nel 1977 sempre con numero di catalogo NB 874, riporta Winter Melody su entrambi i lati. Un'edizione canadese pubblicata nel 1977 con numero di catalogo NB 874X, riporta come lato B il brano Spring Reprise.
In Messico il singolo è stato stampato da RCA Victor nel 1977 con numero di catalogo SP-4764, presenta il medesimo lato B dell'edizione italiana della Casablanca, Summer Fever. Nei Paesi Bassi il singolo è stato pubblicato nel 1977 dall'etichetta discografica Groovy, con numero di catalogo GR 1225, con sul lato B il brano Full of Emptiness, tratto dall'album Lady of the Night del 1974. Nel Regno Unito e in Irlanda, il singolo è stato pubblicato nel 1976 dall'etichetta discografica GTO, con numero di catalogo GT 76 e con sul lato B il brano Wasted, tratto invece dall'album A Love Trilogy del 1976.

## Tracce
7" Casablanca, USA, 1976
1. Winter Melody – 3:58 (Pete Bellotte, Giorgio Moroder, Donna Summer)
2. Spring Affair – 3:39 (Pete Bellotte, Giorgio Moroder, Donna Summer)

Durata totale: 7:37
7" GTO, Regno Unito e Irlanda, 1976
1. Winter Melody – 3:58 (Pete Bellotte, Giorgio Moroder, Donna Summer)
2. Wasted – 5:07 (Pete Bellotte, Giorgio Moroder)

Durata totale: 9:05
7" Casablanca, Canada, 1977
1. Winter Melody – 3:58 (Pete Bellotte, Giorgio Moroder, Donna Summer)
2. Spring Reprise – 3:53 (Pete Bellotte, Giorgio Moroder, Donna Summer)

Durata totale: 7:51
7" promo Casablanca, USA, 1977
1. Winter Melody – 3:58 (Pete Bellotte, Giorgio Moroder, Donna Summer)
2. Winter Melody – 3:58 (Pete Bellotte, Giorgio Moroder, Donna Summer)

Durata totale: 7:56
7" Casablanca, Italia/RCA Victor, Messico, 1977
1. Winter Melody – 3:58 (Pete Bellotte, Giorgio Moroder, Donna Summer)
2. Summer Fever – 8:06 (Pete Bellotte, Giorgio Moroder, Donna Summer)

Durata totale: 12:04
7" Groovy, Paesi Bassi, 1977
1. Winter Melody – 3:58 (Pete Bellotte, Giorgio Moroder, Donna Summer)
2. Full of Emptiness – 2:20 (Pete Bellotte, Giorgio Moroder)

Durata totale: 6:18

## Classifiche
| Classifica (1977)        | Posizione più alta |
| ------------------------ | ------------------ |
| Canada                   | 24                 |
| Francia                  | 40                 |
| Italia                   | 35                 |
| Norvegia                 | 14                 |
| Regno Unito              | 27                 |
| U.S: Billboard Hot 100   | 43                 |
| U.S: Hot Dance Club Play | 1                  |